# Championnat du Brésil féminin de football de deuxième division

La Série A2 du championnat brésilien féminin est une compétition de football féminin, équivalente à la deuxième division du championnat national, organisée par la Confédération brésilienne de football (CBF).
Depuis la première édition en 2017, la compétition se déroule avec deux phases, une phase de groupes et une phase à élimination directe. Cependant, le format a subi quelques changements au fil des années en raison des variations du nombre de participants.

## Histoire
Le championnat a été créé en 2017 avec deux groupes de huit équipes, le club de Pinheirense est le premier champion. 
En 2019, les exigences de la CBF et de la Confédération sud-américaine de football sont entrées en vigueur. Par conséquent, le nombre de participants a augmenté de manière significative avec 36 participants et un nouveau format a été adopté avec six groupes. Les deux premières équipes et les quatre meilleures équipes classées troisièmes se sont qualifiées pour la deuxième phase avec des matchs à élimination directe.

En 2022, la CBF crée la troisième division et le système de qualification est réajusté. Cette année-là, 16 clubs ont participé répartie dans quatre groupes de quatre lors de la première phase, les deux meilleurs de chacun se qualifiant pour les quarts de finale et les quatre derniers du classement général étant relégués.

## Palmarès
| Édition | Saison | Club champion       | Finaliste                 |
| ------- | ------ | ------------------- | ------------------------- |
| 1re     | 2017   | Piheirense EC       | Portuguesa                |
| 2e      | 2018   | Minas Brasilia      | EC Vitoria                |
| 3e      | 2019   | São Paulo FC        | Cruzeiro                  |
| 4e      | 2020   | AA Napoli           | Botafogo                  |
| 5e      | 2021   | Red Bull Bragantino | Atlético Mineiro          |
| 6e      | 2022   | Ceará Sporting Club | Club Athletico Paranaense |
| 7e      | 2023   | Red Bull Bragantino | Fluminense                |
| 8e      | 2024   | EC Bahia            | 3B da Amazonia            |